# Trans-2-Hexen-1-ol
trans-2-Hexen-1-ol ist eine chemische Verbindung aus der Gruppe der ungesättigten aliphatischen Alkohole und isomer zu cis-2-Hexen-1-ol.

## Vorkommen

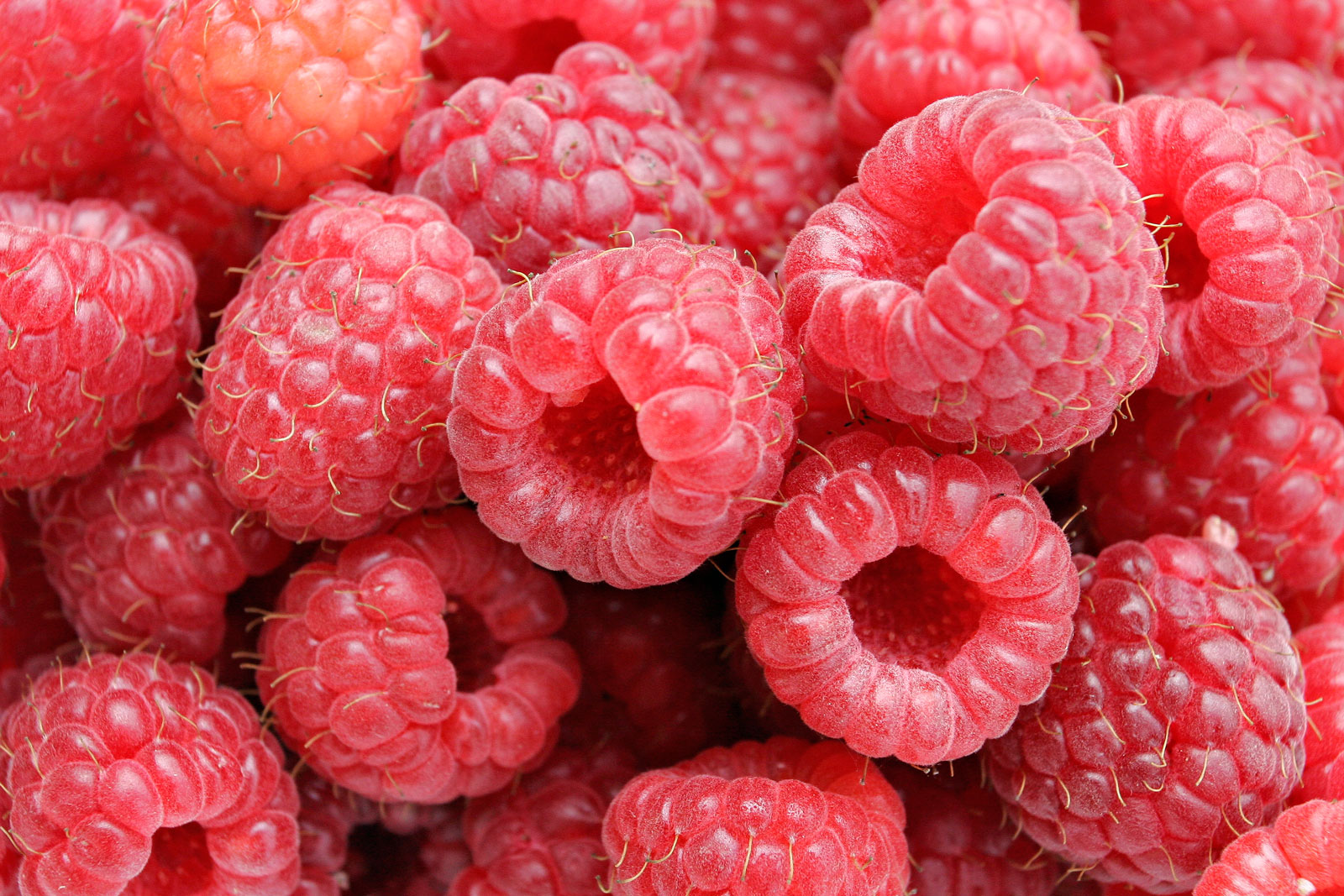
Die Verbindung kommt natürlich in vielen Früchten wie beispielsweise Himbeeren vor.

Die Verbindung kommt natürlich in grünem Tee und vielen Früchten, wie Himbeeren, Orangen (Citrus sinensis), Äpfeln, Aprikosen, Kiwis, Pfirsichen, Erdbeeren, Sellerie (Apium graveolens), Tomaten, Petersilie (Petroselinum crispum), Oregano (Origanum vulgare), Roselle (Hibiscus sabdariffa), Wiesenklee (Trifolium pratense) und der Färberdistel (Carthamus tinctorius) vor. Sie gehört zu den grünen Blattduftstoffen.

## Gewinnung und Darstellung
trans-2-Hexen-1-ol kann durch Reduktion von trans-2-Hexenal gewonnen werden.

## Eigenschaften
Es handelt sich bei trans-2-Hexen-1-ol um eine gelbliche Flüssigkeit, die schwer löslich in Wasser ist. Sie besitzt einen grün-fruchtigen bis scharfen Geruch.

## Verwendung
trans-2-Hexen-1-ol wird in der Kosmetik- und Lebensmittelindustrie als Geruchsstoff verwendet.